# José Lai Hung-seng

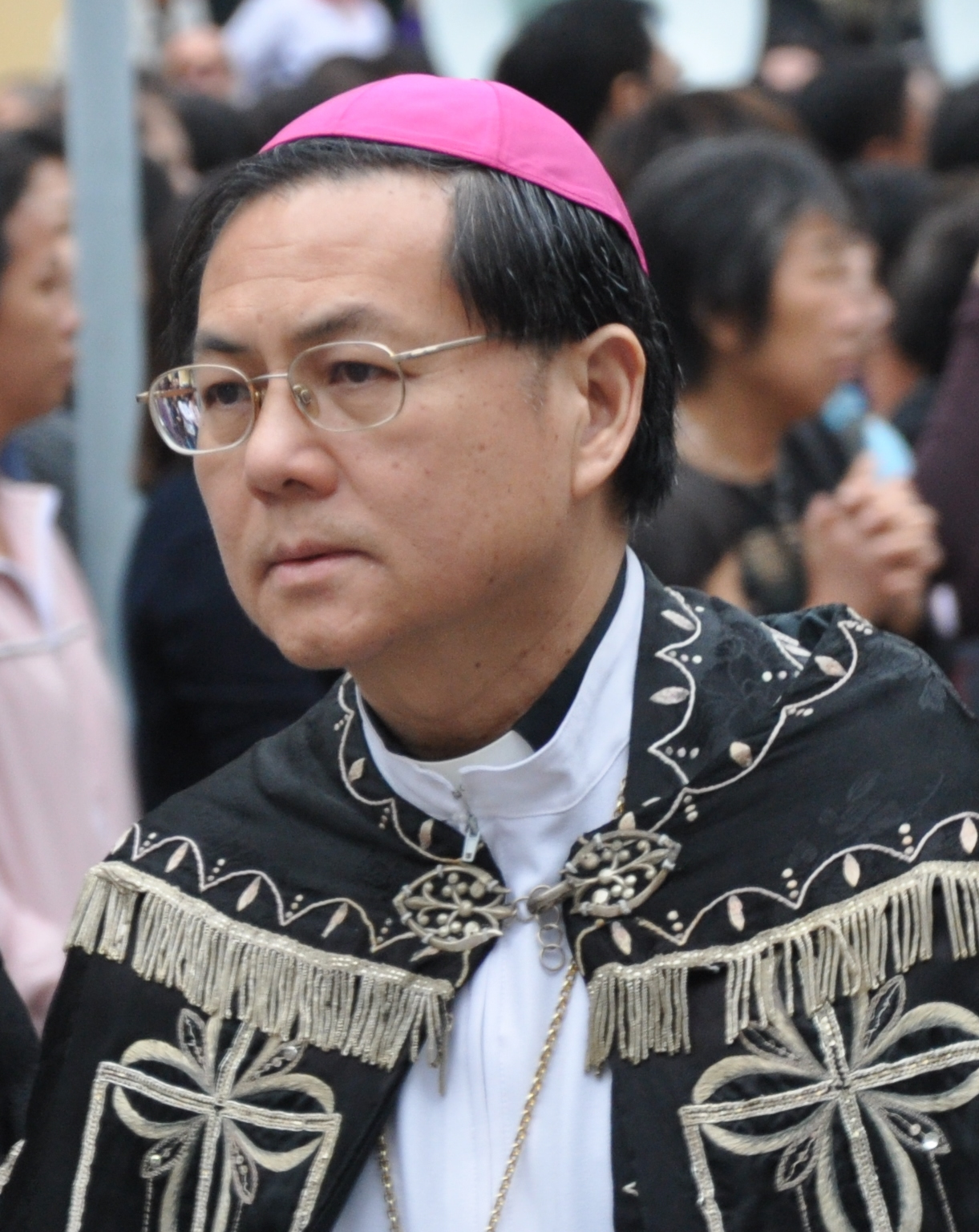
Bischof José Lai Hung-seng (2010)

Bischofswappen und Wahlspruch

José Lai Hung-seng (chinesisch 黎鴻昇; * 14. Januar 1946 auf Taipa, Macau) ist ein chinesischer Geistlicher und emeritierter römisch-katholischer Bischof von Macau.
José Lai Hung-seng ist der zweite Chinese als Bischof des Bistums und der erste, der in Macau geboren wurde. Außerdem war er neben John Tong Hon der einzige von Rom anerkannte Diözesanbischof in Festlandchina.

## Leben
José wurde als zehnter Sohn des Joseph Paul Lai Sio-kei und der Maria Celestina Tchoi Lao-mei geboren.
Am 28. Oktober 1972 empfing er das Sakrament der Priesterweihe.	
Am 23. Januar 2001 ernannte ihn Papst Johannes Paul II. zum Koadjutorbischof von Macau. Die Bischofsweihe spendete ihm der Bischof von Macau, Domingos Lam Ka-Tseung, am 2. Juni desselben Jahres; Mitkonsekratoren waren dessen Amtsvorgänger Arquimínio Rodrigues da Costa und John Tong Hon, Weihbischof in Hongkong. Sein Wahlspruch lautete: Scientia et virtus. Am 30. Juni 2003 wurde José Lai Hung-seng nach Annahme des aus Altersgründen vorgebrachten Rücktrittsgesuches seines Vorgängers, Domingos Lam Ka-Tseung, Bischof von Macau.
Papst Franziskus nahm am 16. Januar 2016 seinen vorzeitigen Rücktritt an.